# Pfarrkirche Langenegg

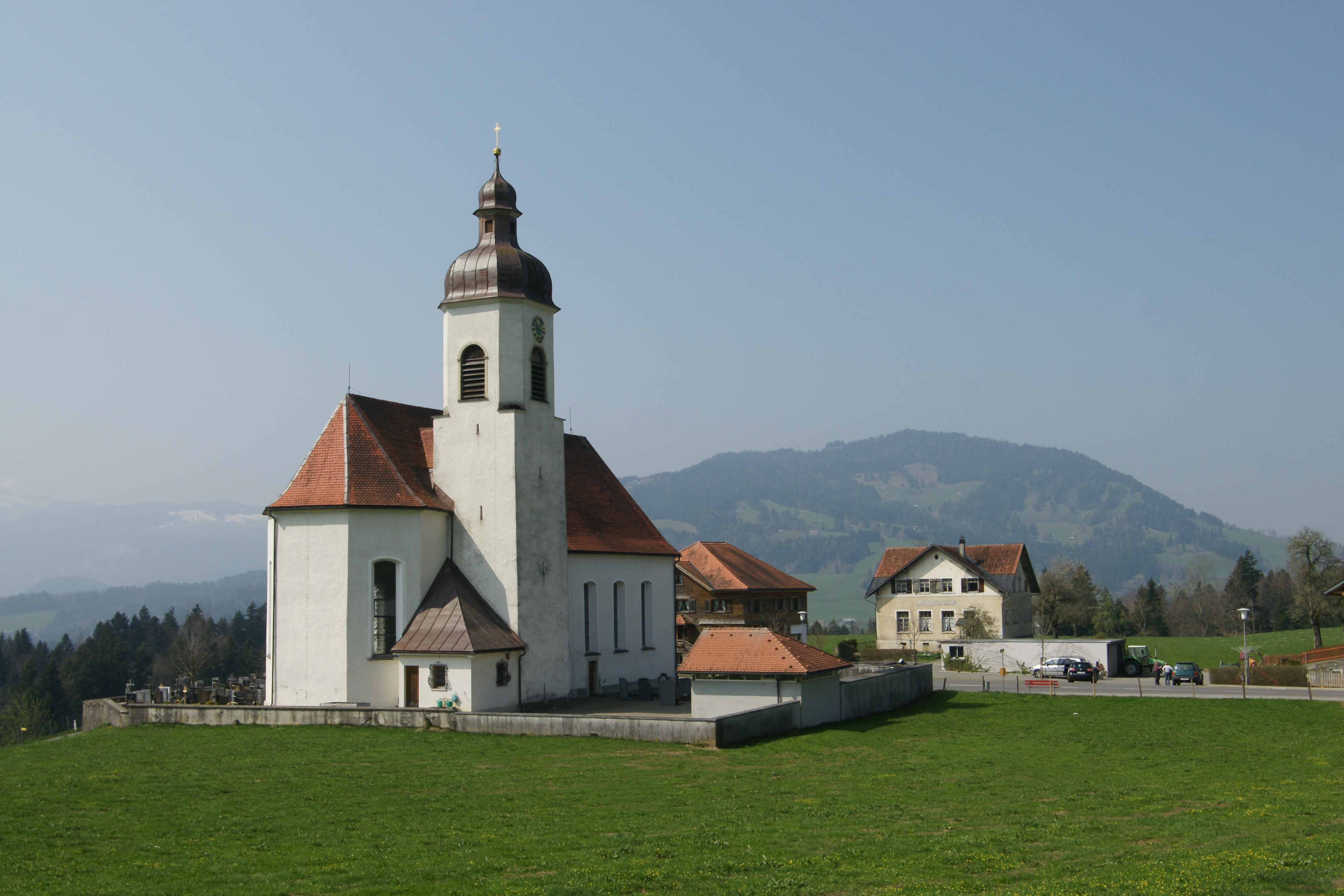
Pfarrkirche Langenegg

Die römisch-katholische Pfarrkirche Langenegg steht am Ostrand der Bregenzerwälder Gemeinde Langenegg im Bezirk Bregenz in Vorarlberg, die Westfassade zur Straße ausgerichtet. Sie ist von einem Friedhof umgeben. Die Kirche ist dem Fest Mariä Heimsuchung geweiht und gehört zum Dekanat Vorderwald-Kleinwalsertal. Die Kirche steht unter Denkmalschutz.

## Geschichte
1624 wird die Weihe einer Kapelle urkundlich erwähnt. 1764 erfolgte ein Neubau. Der heute bestehende Bau wurde 1775 von Hans Konrad Nußbaumer und Konrad Mennel ausgeführt. 1767 wurde die Kirche zur Kuratienkirche erhoben, 1821 zur Pfarre. In den Jahren 1965 bis 1967 erfolgte eine umfassende Restaurierung.

## Kirchenbau

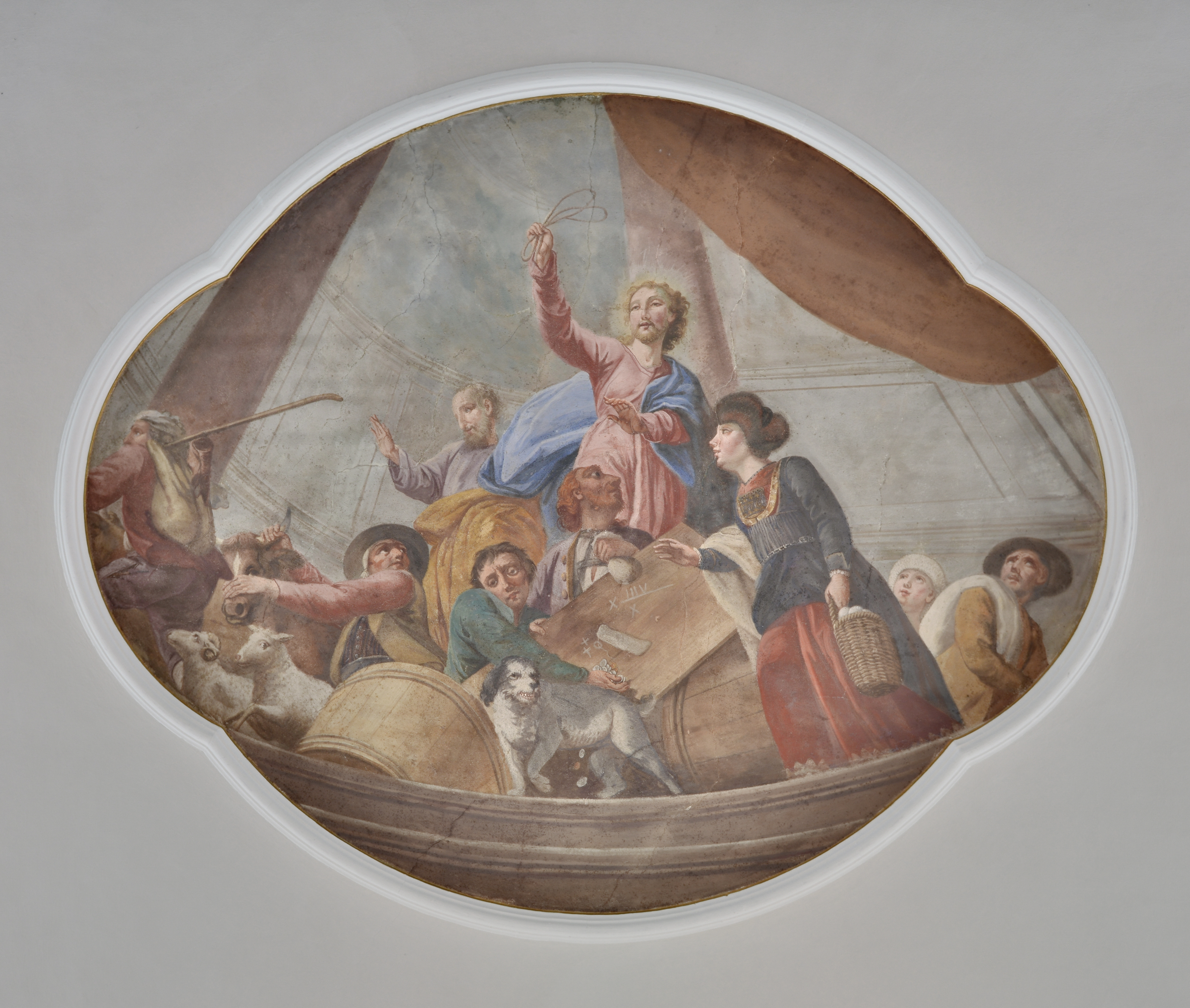
Gemälde an der Unterdecke der Empore mit Frauen in Bregenzerwälder Tracht

Die Kirche besteht aus einem Saalbau, vier Fensterachsen lang,  und einem einachsigen, eingezogenen Chor mit polygonalem Abschluss. Der Kirchturm im nördlichen Chorwinkel wurde 1868 erhöht. Das achtseitige Glockengeschoß hat rundbogige Schallfenster sowie eine Haube mit einer Laterne. An den Turm schließt im Osten die Sakristei an. Sie hat Stichbogenfenster. Das rundbogige Westportal hat ein profiliertes Stein-Gewände mit einem Schlussstein, bezeichnet  mit der Jahreszahl 1775.
Über Langhaus und Chor ist eine Flachdecke über seitlichen Hohlkehlen, in die auf Gesimsstücken anlaufende Stichkappen einschneiden. Die Lisenengliederung ist gemalt. Die Westempore lagert auf dreiachsigen Korbbogenarkaden mit Holzstützen. Der korbbogige Triumphbogen trennt den Chor vom Langhaus. Der einjochige Chor hat einen 3/8-Schluss.
Die Decken- und Wandmalereien stammen urkundlich aus dem Jahr 1776 von Johann Michael Koneberg und gelten als sein Hauptwerk. Die Hauptbilder sind in geschweiften Vierpassfeldern mit profilierter Rahmung. Im Chor ist „Esther vor Ahasver“ dargestellt. Seitlich sind Medaillons, die die vier Evangelisten darstellen. Im Langhaus sind Szenen aus dem Leben Mariens dargestellt: „Mariä Geburt“, „Mariä Himmelfahrt“ und die „Vermählung Mariens“. In den Ecken sind Medaillons, die „Mariä Lichtmess“, „Mariä Tempelgang“, „Mariä Heimsuchung“ sowie „Mariä Verkündigung“ darstellen. Zwischen den Stichkappen gibt es Grisaillen mit Darstellungen der vier Kirchenväter sowie der beiden Kirchenlehrer, des heiligen Bonaventura und des heiligen Ambrosius von Mailand. An der Unterdecke der Empore ist die „Vertreibung der Händler aus dem Tempel“ dargestellt. Auf dem Gemälde sind bemerkenswerte Darstellungen von Frauen in Bregenzerwälder Tracht. An der Brüstung sind Allegorien der drei göttlichen Tugenden dargestellt. Das Wandbild an der Nordseite des Chors zeigt das „Letzte Abendmahl“ und wurde in den Jahren 1965 bis 1967 freigelegt.

## Ausstattung
Der Altar stammt von Johann Steurer aus dem Jahr 1776, vermutlich nach Plänen von Johann Michael Koneberg. Die Fassung stammt von Joachim Benedikt Gartenschmid. Der Hochaltar steht auf einem hohen Sockel mit einem Säulenaufbau mit geschweiften Gebälkstücken und geschweiftem Auszug über Voluten. Das Altarblatt, das die „Rosenkranzspende“ zeigt, sowie das Oberbild, das die „Krönung Mariens“ darstellt, stammen von Johann Michael Koneberg. Die seitlichen Statuen von Leopold Feuerstein stellen den heiligen Konrad und den heiligen Martin dar. Der Tabernakel ist mit einem Kruzifix verziert.
Der linke Seitenaltar ist eine barocke Ädikula mit einer spätgotischen Madonnenstatue vom Anfang des 16. Jahrhunderts. Sie wurde 1962 restauriert. Der rechte Seitenaltar ist ebenfalls eine barocke Ädikula mit einem Altarblatt, das den heiligen Antonius darstellt, von Johann Michael Koneberg 1789. Die Kanzel wurde um 1776 errichtet. Auf dem Schalldeckel steht die Figur des Erzengels Michael. Die Konsolstatuen im Langhaus aus dem letzten Viertel des 18. Jahrhunderts zeigen eine Mater Dolorosa, den heiligen Gebhard und den heiligen Ulrich.
Die Orgel baute Remigius Haaser im Jahr 1840, 1962 wurde sie modernisiert.
| - Hochaltar |